# 波列西耶州

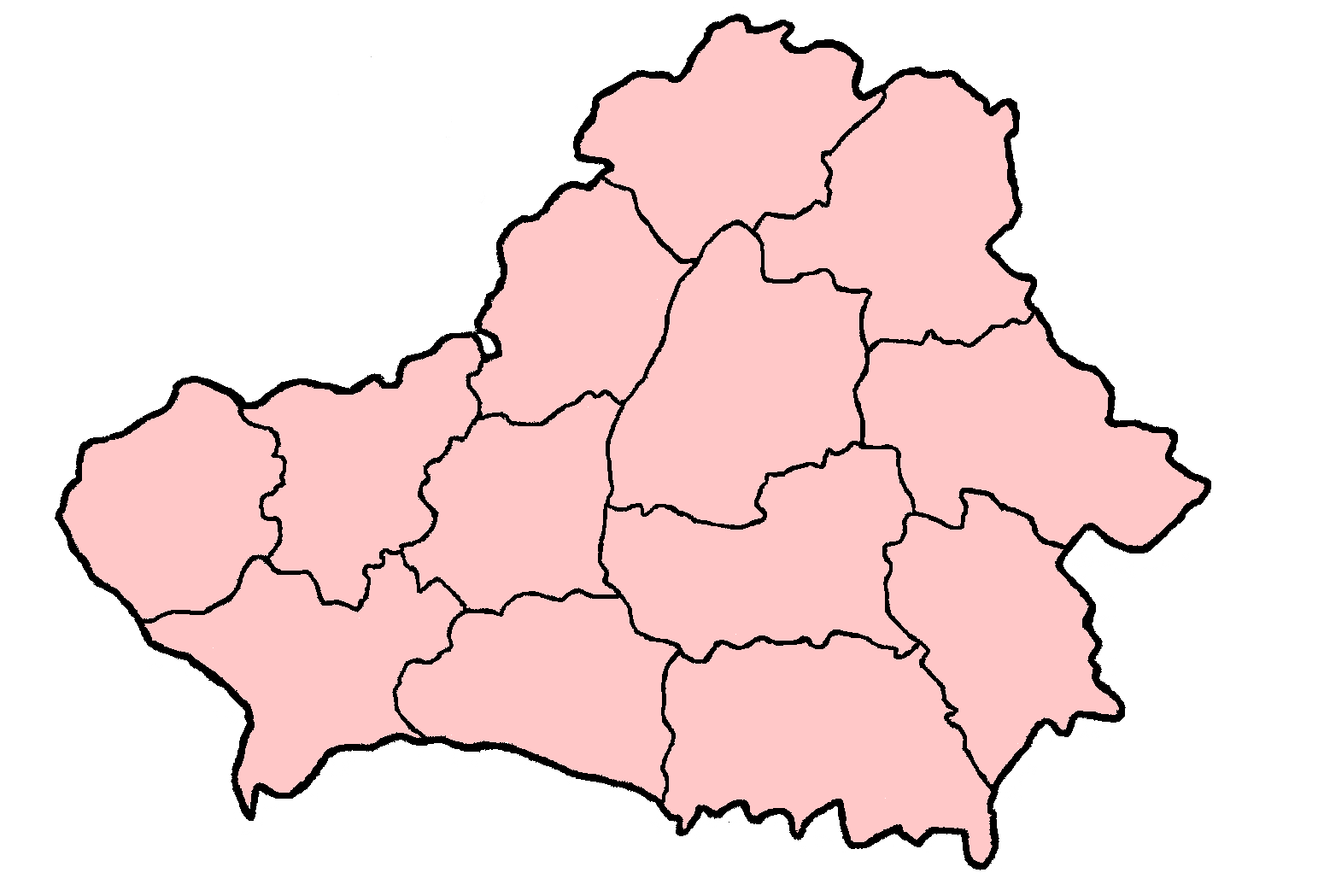
1944年的白俄羅斯

波列西耶州是蘇聯白俄羅斯蘇維埃社會主義共和國的一個州，位於該加盟共和國東南部。1938年1月15日建州。首府莫濟里。下分15縣。
1954年1月8日併入戈梅利州。